# بوکوش (اکلاهما)
بوکوش(به انگلیسی: Bokoshe) شهری در ایالت اکلاهما کشور ایالات متحده آمریکا است که جمعیت آن در سرشماری سال ۲۰۱۰ میلادی، ۵۱۲ نفر بوده‌است.